# NGC 7765
NGC 7765 é uma galáxia espiral barrada (SB?) localizada na direcção da constelação de Pegasus. Possui uma declinação de +27° 09' 57" e uma ascensão recta de 23 horas, 50 minutos e 52,4 segundos.
A galáxia NGC 7765 foi descoberta em 12 de Outubro de 1855 por William Parsons.